# Waxianghua
Waxianghua is een gemixt dialect van de Han-Chinezen en de Miao-Chinezen in Noordwest-Hunan. Hunan is een provincie in Zuid-China. In dit dialect zijn duidelijke kenmerken van het Zuidwest-Mandarijn en Xiang hoorbaar.

## Noordwest-Hunan waar Waxianghua wordt gesproken
In de arrondissementen Luxi, Guzhang en Yongshun in Xiangxi Tujia en Miao Autonome Prefectuur, Zhangjiajie prefectuurstad en de arrondissementen Chenxi, Xupu and Yuanling in Huaihua prefectuurstad.
- "hua" betekent taal/dialect in Mandarijn;
- "xiang" betekent plattelands in Mandarijn; en
- "wa" betekent taal/dialect in Zuidelijke Chinese dialecten.

Het karakter 瓦 is een fonetische weergave van de klank "wa".